# 몽족
몽족(Hmong, IPA: [m̥ɔ̃ŋ])은 베트남, 중국, 라오스 등지에 사는 묘족이다.  중국에 가장 많이 거주하는 묘족과 같은 민족 집단으로 같은 계통의 언어를 말하는 사람들은 태국, 미얀마, 라오스, 베트남 등의 산악 지대에 살고있다. 중국에서는 55개 소수 민족의 하나이다.

## 라오스 내전
절대다수의 몽족이 라오스 내전에서 파테트 라오의 공산주의 군대에 맞서 싸웠다. 1975년 파테트 라오가 라오스의 정권을 장악하자, 수 만명의 몽족은 태국에 정치적 망명을 요청했다. 이들은 1970년대 이래 서방국가에도 망명을 신청하였다. 거의 대부분은 미국에 망명을 신청하였으나, 오스트레일리아(호주), 프랑스, 프랑스령 기아나, 캐나다, 남아메리카에도 망명했다. 유엔의 재정착 지원 프로그램에 따라 일부는 라오스로 돌아왔다. 대략 8천명의 몽족 난민이 태국에 거주하고 있다.

## 먀오족
중국 8백만명, 베트남 79만명, 라오스 70만명, 미국 22만명, 태국 15만명, 프랑스 15000명, 오스트레일리아(호주) 2천명, 프랑스령 기아나 1500명, 캐나다 600명, 독일 500명 등 대략 500만명이 뿔뿔이 흩어져 살고 있다. 전체적으로 대략 인구는 1000만명이 넘는다.

## 영화
- 클린트 이스트우드 (프로듀서, 감독, 배우) : 그랜 토리노 (2008, Gran Torino). 이야기 오늘에 미국에서 사는 흐몽들에 관하여도 있다.

## 같이 보기
- 크무족
- 네팔인